# بی‌بی‌کا علم
بی بی کا علم یکی از مراسم سنتی شیعیان در حیدرآباد هند است که بیاد فاطمه دختر پیامبر اسلام و به مناسبت ماه محرم برگزار می‌گردد.